# General Capdevila
General Capdevila é uma cidade da Argentina, localizada na província de Chaco.